# Focolare
Focolare är en kristen ekumenisk rörelse som grundades av Chiara Lubich (1920-2008) i Trento under andra världskriget. Rörelsen kom med tiden att sprida sig utanför Romersk-katolska kyrkan och bedriver numera även religionsdialog med företrädare för andra religioner. 
Rörelsen bedriver mycket socialt arbete och har arbetat för försoning mellan folk och kyrkor. Rörelsen är en utpräglad lekmannarörelse även om det finns präster och biskopar bland dess sympatisörer. Det finns inget formellt medlemskap, men vissa av dess medlemmar lever i kommuniteter. 
I Sverige finns det en kvinnlig och en manlig kommunitet i Stockholm. Rörelsens sympatisörer tillhör huvudsakligen Svenska kyrkan eller Romersk-katolska kyrkan. En månatlig bibelkommentar Ord att leva ges ut på svenska. Rörelsen har en svensk hemsida www.focolare.se .